# Liste des préfets des Bouches-du-Rhône

Logo du préfet de la région Provence-Alpes-Côte d'Azur.

Cet article dresse la liste des préfets du département français des Bouches-du-Rhône. Le préfet des Bouches-du-Rhône est aussi le préfet de la zone de défense et de sécurité Sud, et de la région Provence-Alpes-Côte d'Azur.

## Consulat et Premier Empire (An VIII- 1815)
| Période       | Période      | Identité                  | Fonction précédente           | Observation                                             |
| ------------- | ------------ | ------------------------- | ----------------------------- | ------------------------------------------------------- |
| 2 mars 1800   | an XI (1803) | Charles Delacroix         | Membre du Conseil des Anciens | Passe à la préfecture de la Gironde                     |
| 23 avril 1803 | 1814         | Antoine Claire Thibaudeau | préfet de la Gironde          | Commissaire extraordinaire de la Côte-d'Or (Cent-Jours) |

## Première Restauration
| Période      | Période | Identité                         | Fonction précédente | Observation                           |
| ------------ | ------- | -------------------------------- | ------------------- | ------------------------------------- |
| 10 juin 1814 | 1815    | Jean-Baptiste Suzanne d'Albertas |                     | Pair de France (seconde Restauration) |

## Cent-Jours
| Période      | Période | Identité                       | Fonction précédente                                 | Observation |
| ------------ | ------- | ------------------------------ | --------------------------------------------------- | ----------- |
| 22 mars 1815 | 1815    | Nicolas Thérèse Benoît Frochot | Conseiller d'État honoraire (première Restauration) |             |

## Seconde Restauration (1815-1830)
| Période         | Période | Identité                              | Fonction précédente      | Observation                                        |
| --------------- | ------- | ------------------------------------- | ------------------------ | -------------------------------------------------- |
| 12 juillet 1815 | 1815    | Vincent-Marie Viénot de Vaublanc      | préfet de la Moselle     | Seconde Restauration nommé ministre de l'Intérieur |
| 1815            | 1829    | Christophe de Villeneuve-Bargemon     | préfet de Lot-et-Garonne |                                                    |
| 1829            | 1830    | Joseph Charles André d'Arbaud-Jouques |                          | Révolution de Juillet                              |

## Monarchie de Juillet (1830-1848)
| Période | Période | Identité                     | Fonction précédente | Observation                  |
| ------- | ------- | ---------------------------- | ------------------- | ---------------------------- |
| 1830    | 1836    | Joseph-Moustier Thomas       |                     |                              |
| 1836    | 1848    | Charles-Aristide de La Coste |                     | Révolution française de 1848 |

## Deuxième République (1848-1851)
| Période         | Période      | Identité         | Fonction précédente   | Observation                             |
| --------------- | ------------ | ---------------- | --------------------- | --------------------------------------- |
| 27 février 1848 | juillet 1848 | Émile Ollivier   | avocat                | Commissaire du gouvernement Haute-Marne |
| 1848            | 1849         | Arsène Peauger   |                       |                                         |
| 1849            | 1853         | Élysée de Suleau | Préfet d'Eure-et-Loir |                                         |

## Second Empire (1851-1870)
| Période           | Période           | Identité                         | Fonction précédente                | Observation                     |
| ----------------- | ----------------- | -------------------------------- | ---------------------------------- | ------------------------------- |
| 4 mars 1853       | 24 juin 1857      | Guillaume de Crèvecœur           | Préfet du Puy-de-Dôme              | En non activité le 24 juin 1857 |
| 24 juin 1857      | 29 septembre 1860 | Jean Olympie Bouquet, dit Besson | Préfet du Nord                     | Nommé Conseiller d'État         |
| 29 septembre 1860 | 29 décembre 1866  | Charlemagne-Émile de Maupas      | Ministre plénipotentiaire à Naples |                                 |
| 29 décembre 1866  | 4 septembre 1870  | Charles-Alphonse Levert          | Préfet de la Loire                 |                                 |

## Troisième République (1870-1940)
| Période          | Période          | Identité                                 | Fonction précédente                         | Observation |
| ---------------- | ---------------- | ---------------------------------------- | ------------------------------------------- | --- |
| 1870             | 1870             | Louis Delpech                            |                                             | |
| 1870             | 1870             | Alphonse Esquiros                        | député au Corps législatif                  | coadministrateur avec rôle de préfet avec le suivant ; démissionne le 2 novembre 1870 élu député                                 |
| 1870             | 1871             | Alphonse Gent                            |                                             | coadministrateur avec rôle de préfet avec le précédent ; démissionne le 28 janvier 1871 pour s'engager dans l'armée de Garibaldi |
| 1871             | 5 juillet 1871   | Paul Cosnier                             |                                             | |
| 5 juillet 1871   | 28 octobre 1871  | François Joseph Oscar Salvetat           | Préfet des Alpes-Maritimes                  | Mort en fonction le 28 octobre 1871                                                                                              |
| 28 octobre 1871  | 1872             | Émile de Kératry                         | préfet de la Haute-Garonne                  | |
| 1872             | 1873             | Henri Limbourg                           | Préfet de l'Hérault                         | Nommé préfet du Nord, sans suite, puis nommé préfet de Seine-et-Oise                                                             |
| 1873             | 1876             | Jacques de Tracy                         |                                             | |
| 1876             | 1877             | Jean Henri Antoine Doniol                | préfet de Meurthe-et-Moselle                | nommé préfet des Alpes-Maritimes                                                                                                 |
| 1877             | 1877             | Armand Pihoret                           | préfet de la Loire                          | |
| 1877             | 1879             | Louis Tirman                             | préfet du Puy-de-Dôme                       | nommé conseiller d’État |
| 1879             | 1883             | Eugène Poubelle                          | préfet du Doubs                             | |
| 1883             | 1886             | Émile-Honoré Cazelles                    |                                             | |
| 1886             | 1891             | Antoine Lagarde                          |                                             | |
| 1892             | 1896             | Marie-Vincent-Édouard (dit Jules) Deffès |                                             | |
| 1896             | 1896             | Georges Prosper Cleftie                  |                                             | |
| 1896             | 1900             | Paul Joseph François Marie Floret        |                                             | |
| 1900             | 16 juillet 1901  | Périclès Grimanelli                      |                                             | |
| 16 juillet 1901  | 9 septembre 1902 | Charles Lutaud                           | Préfet du département d'Alger               | Nommé préfet de la Gironde |
| 9 septembre 1902 | 1909             | Georges Mastier                          |                                             | |
| 1909             | 1911             | Marcel Grégoire                          |                                             | |
| 1911             | 1918             | Abraham Schrameck                        | directeur de l’administration pénitentiaire | gouverneur général de Madagascar ⇒Louis Caen Président du Conseil de Préfecture (1912-1927)                                      |
| 1918             | 1918             | Antoine Marty                            |                                             | |
| 1918             | 1919             | Lucien Saint                             |                                             | |
| 1919             | 1925             | Louis Thibon                             |                                             | |
| 1925             | 1930             | Hilaire Delfini                          |                                             | |
| 1930             | 1930             | Jean Causeret                            |                                             | |
| 1930             | 1933             | Albert Delfau                            |                                             | |
| 1933             | 1934             | Pierre Jouhanneaud                       |                                             | |
| 1934             | 1936             | Louis Gaussorgues                        |                                             | |
| 1936             | 1938             | Paul Souchier                            |                                             | |
| 1938             | 1939             | François Graux                           | Préfet de la Seine-Inférieure               | Mort en fonction |
| 1939             | 1940             | Paul Bouët                               | Préfet de Saône-et-Loire                    | Relevé de ses fonctions le 29 juillet 1940 suivant l'article 1er de la loi du 17 juillet 1940                                    |

## Régime de Vichy sous l'Occupation (1940-1944)
| Période | Période | Identité               | Fonction précédente       | Observation                                           |
| ------- | ------- | ---------------------- | ------------------------- | ----------------------------------------------------- |
| 1940    | 1940    | Frédéric Surleau       |                           |                                                       |
| 1941    |         | Max Bonnafous          |                           | préfet régional                                       |
| 1942    |         | Jean Rivalland         |                           | préfet régional                                       |
| 1943    |         | Antoine Lemoine        | Préfet de la Haute-Vienne | préfet régional Nommé secrétaire d'État à l'Intérieur |
| 1944    |         | Jacques-Félix Bussière |                           | préfet régional, mort en déportation                  |

| Période | Période | Identité       | Fonction précédente | Observation |
| ------- | ------- | -------------- | ------------------- | ----------- |
| 1940    | 1941    | André Viguié   |                     |             |
| 1941    | 1942    | Jean Lacombe   |                     |             |
| 1942    | 1943    | René Chopin    |                     |             |
| 1943    | 1944    | Louis Tuaillon |                     |             |
| 1944    |         | Maljean        |                     |             |

## République du Gouvernement provisoire de la République française et de la Quatrième République (1944-1958)
| Période      | Période      | Identité            | Fonction précédente                        | Observation                  |
| ------------ | ------------ | ------------------- | ------------------------------------------ | ---------------------------- |
| 1944         | janvier 1945 | Raymond Aubrac      | délégué à l’Assemblée consultative d’Alger | commissaire de la République |
| janvier 1945 |              | Paul Haag           |                                            |                              |
| 1944         | 1946         | Flavien Veyren      |                                            |                              |
| 1946         | 1946         | Pierre Combe        |                                            |                              |
| 1946         | 1948         | Jean Moyon          |                                            |                              |
| 1948         | 1951         | Jean Baylot         |                                            |                              |
| 1951         | 1953         | René Paira          |                                            |                              |
| 1953         | 1955         | André Pelabon       |                                            |                              |
| 1955         | 1963         | Raymond Hass-Picard |                                            |                              |

## Cinquième République (depuis 1958)

### Préfet des Bouches-du-Rhône
| Période            | Période            | Identité            | Fonction précédente                                                                  | Observation                                                                                      |
| ------------------ | ------------------ | ------------------- | ------------------------------------------------------------------------------------ | ------------------------------------------------------------------------------------------------ |
| 1955               | 1963               | Raymond Hass-Picard |                                                                                      |                                                                                                  |
| 1963               | 1967               | Robert Cousin       |                                                                                      |                                                                                                  |
| 12 juillet 1967    | 19 novembre 1973   | Jean Laporte        | Préfet de la Moselle                                                                 | Retraite de préfet, préfet honoraire. Devient PDG de l'Agence financière du bassin Adour-Garonne |
| 1973               | 1974               | Louis Verger        |                                                                                      |                                                                                                  |
| 1974               | 1976               | Pierre Somveille    |                                                                                      |                                                                                                  |
| 1976               | 1977               | Michel Aurillac     | Directeur du cabinet du ministre d'État, ministre de l'Intérieur, Michel Poniatowski |                                                                                                  |
| 1977               | 1981               | Lucien Vochel       | Préfet de la Vienne                                                                  |                                                                                                  |
| 1981               | 1986               | Pierre Somveille    |                                                                                      |                                                                                                  |
| 17 octobre 1986    | 8 juillet 1989     | Jean Clauzel        | Directeur du cabinet civil et militaire du ministre de la Défense, André Giraud      | Retraite                                                                                         |
| 1989               | 1993               | Claude Bussière     |                                                                                      |                                                                                                  |
| 14 octobre 1993    | 29 janvier 1997    | Hubert Blanc        | Préfet de la région Centre, préfet du Loiret                                         |                                                                                                  |
| 29 janvier 1997    | 1er septembre 1999 | Jean-Paul Proust    | Préfet de la région Haute-Normandie, préfet de la Seine-Maritime                     |                                                                                                  |
| 1er septembre 1999 | mai 15 mai 2003    | Yvon Ollivier       |                                                                                      |                                                                                                  |
| 15 mai 2003        | 21 juin 2007       | Christian Frémont   | Préfet de la région Aquitaine, préfet de la Gironde                                  |                                                                                                  |
| 21 juin 2007       | 7 octobre 2010     | Michel Sappin       | Préfet de la région Picardie, préfet de la Somme                                     |                                                                                                  |
| 7 octobre 2010     | 14 juin 2013       | Hugues Parant       | Préfet du Var                                                                        | [ 13 ]                                                                                           |
| 14 juin 2013       | 15 juillet 2015    | Michel Cadot        | Préfet de la région Bretagne, préfet d'Ille-et-Vilaine                               |                                                                                                  |
| 15 juillet 2015    | 11 octobre 2017    | Stéphane Bouillon   | Préfet de la région Alsace, préfet du Bas-Rhin                                       |                                                                                                  |
| 22 novembre 2017   | 23 août 2020       | Pierre Dartout      | Préfet de la région Nouvelle-Aquitaine, préfet de la Gironde                         | Ministre d'État de Monaco                                                                        |
| 24 août 2020       | 3 janvier 2025     | Christophe Mirmand  | Secrétaire général du ministère de l'Intérieur                                       | Directeur de cabinet du ministre des Outre-mer, Manuel Valls                                     |

### Préfet de police des Bouches-du-Rhône
| Période          | Période          | Identité               | Fonction précédente                                                             | Observation                             |
| ---------------- | ---------------- | ---------------------- | ------------------------------------------------------------------------------- | --------------------------------------- |
| 2012             | 2015             | Jean-Paul Bonnetain    |                                                                                 | Préfet de police des Bouches-du-Rhône.  |
| 2015             | 2017             | Laurent Nuñez          |                                                                                 | Préfet de police des Bouches-du-Rhône.  |
| 2017             | 2020             | Olivier de Mazières    |                                                                                 | Préfet de police des Bouches-du-Rhône.  |
| 2020             | 25 novembre 2020 | Emmanuel Barbe         |                                                                                 | Préfet de police des Bouches-du-Rhône.  |
| 15 décembre 2020 | 7 février 2024   | Frédérique Camilleri   | Sous-préfète, directrice adjointe de cabinet du préfet de police de Paris.      | Préfète de police des Bouches-du-Rhône. |
| 7 février 2024   | -                | Pierre-Édouard Colliex | Conseiller police du ministre de l'Intérieur et des Outre-mer, Gérald Darmanin. | Préfet de police des Bouches-du-Rhône.  |